# 음극선
음극선 (陰極線,또는 전자빔 )은 두 금속 전극 (음극(Cathode) 또는 음극 단자와 양극(Anode) 또는 양극 단자)이 진공의 유리관 안에 떨어져 있고, 두 단자 사이에 전위차가 있을 때, 진공관안에서 관찰되는 전자들의 흐름이다. 이 현상은 1869년 독일의 과학자 요한 히토르프에 의해 발견되었고, 1876년 오이겐 골트슈타인에 의해 음극선 (영어: cathode rays, 독일어: kathodenstrahlen)이라는 이름이 붙여졌다. 전자들은 음극선의 성분으로 처음 발견되었다. 1897년 영국의 물리학자 조지프 존 톰슨은 이 흐름이 이전까지 알려지지 않았던 음전하를 갖는 입자들로 구성되었다는 것을 보였다. 이 음전하를 갖는 입자들은 전자라고 이름 붙여졌다.

## 개요
음극선은 이름에서 알 수 있듯이 진공관 내부의 음극에서 방출되므로 음극선이라는 이름이 붙여졌다. 관에 전자를 방출하기 위해서는 우선 음극의 원자들로부터 전자가 분리되어야 한다. 초기에 크룩스관(Crookes Tube)이라 불린 냉음극관은 음극과 양극사이의 높은 전위차를 이용하여 잔류 기체들을 이온화시킨다. 현대의 진공관은 열전자 방출효과를 이용한다. 음극은 얇은 필라멘트로 이루어져 있고 전류가 흐르므로 열이 필라멘트에 발생하게 된다. 필라멘트 원자들의 무작위 열운동으로 인해 전자를 원자 바깥으로 치게 된다. 전자가 음전하를 띄므로, 음극에 의해서는 척력을 받고 양극에 의해서는 인력을 받게 되고 빈 관으로 직진 운동을 하게 된다. 전극 사이의 전위차로 인해 전자는 고속으로 가속된다. 음극선은 눈에 보이지 않지만 관의 유리벽에 부딪힐 때 유리에 있는 원자들을 들뜬상태로 만들어 빛을 방출하게 되는 형광현상이 발생한다.

## 진공방전과 음극선
이미 18세기에 그룬멜트와 워트슨이 진공 중에서의 방전현상에 주목했고, 19세기에 와서는 패러데이가 패러데이 암계(暗界)를 발견하는 등 대체적인 연구가 있었다. 그러나 본격적인 연구는 진공 기술의 개발에 의하여 좋은 진공이 얻어진 뒤부터였다. 본의 기계사 가이슬러가 뛰어난 수은진공펌프를 제작하였고, 이것을 이용하여 유리관 내에 약간의 기체를 봉한 방전관(가이슬러관)을 만들어 본대학의 교수 율리우스 플뤼커(1801-1868)가 이를 물리학 연구에 이용하였다. 플뤼커는 스펙트럼의 휘선이 물질에 고유함을 발견하여 물질검출에 이용할 수 있음을 보였으나, 그 후 히토르프(1824-1914)와 협동하여 1858년에는 압력을 낮추어 패러데이 암계가 확대되는 것과 음극에 가까운 유리벽이 녹색 형광을 발생하는 것, 형광이 발생되는 곳이 자석의 영향으로 변하는 것 등을 관찰하였다. 이를 이어받은 히토르프는 음극 앞에 놓은 고체의 그림자가 생기는 점으로 보아, 음극에서 방사선이 나온다고 추측하고(1869년), 골트슈타인(1850-1930)은 철저한 실험을 수행함과 동시에 이 방사선을 음극선이라고 하였다. 그 정체는 전혀 불명이었으나, 영국에서는 C. F. 하리(1828-1883) 이후 입자의 흐름으로 보는 설이 주류를 이루었으며, 날개바퀴의 실험 등으로 알려진 크룩스는 이 입자의 흐름을(액체·기체·고체와 함께) 물질의 제4상태라고 불렀다. 이에 대하여 비데만(1826-1899), 골트슈타인, 헤르츠 등 독일의 물리학자들은 에테르의 진동으로 보는 파동설을 취하여 영국학파와 대립하였다. 헤르츠는 전지를 사용한 고전압에 의하여 음극선이(펄스적이 아니라) 연속적으로 나오는 것을 보였고, 또 전하의 검출 및 전계에 의한 굴곡이 어느 것이나 부정적으로 끝났기 때문에 입자설을 배제파동설의 약점이었던 투과성 문제(파동인 빛은 유리 등 투명체를 통과한다)에 대하여서도 몇 개의 금속박을 투과하는 것을 보이고(1891), 파동설을 강조하였다. 얼마 후에 제자인 레나르트(1862-1947)가 이 실험을 추진, 방전관 밖으로 음극선을 끌어 내어 파동설은 승리한 듯이 보였다. 그러나 한편 영국의 슈스터(1851-1934)는 입자설을 뒷받침하는 연구를 착착 진행시켜 1890년에 이르러서 음극선 입자의 비전하(電荷와 質量의 比)의 상한과 하한을 견적하고, J. J. 톰슨은 음극선 입자의 속도를 측정하여(1894) 광속과는 비교가 안 될 만큼 작은 것을 나타내었으며, 프랑스의 페랭(1870-1942)은 음극선이 실제로 음전기를 지니고 있음을 실증(1895), 비헤르트(1861-1928), 카우프만(1871-1947)도 비전하의 값을 추정하여 사태는 점점 음극선 입자설로 굳어져 갔다.

## 같이 보기
- 전자
- 음극선관